# Froilán Alama
Froilán Alama fue un bandolero peruano.

## Historia
Durante más de 70 años (1860-1936) los caminos piuranos estuvieron infestados por bandoleros, gracias a descripciones de personas de la época especialmente las rutas de Morropón, Chulucanas, Tambogrande y de las serranías. Bandas dirigidas por los tristemente célebres Juan Mata Martínez (Sambambé), Fiñico, Palomo, Pajarito, Chacal, Camarón, El Pato, El Negro Arce y otros más, hicieron difíciles las comunicaciones y llevaron el terror a los pueblos. El más audaz, el más romántico, el más “caballero del delito” fue Sambambé, quien atacó y capturó pueblos, entre ellos Sullana en 1868, Paita y Piura.
En la década del 20 surgió un brote de bandolerismo, siendo su máximo exponente Froilán Alama, figura romántica, audaz, generosa, para muchos, especialmente para el pueblo que llegó a admirarlo.
Froilán Alama, fue un mestizo nacido en Chulucanas el cual empezó sus correrías en 1928, debido según se dice, a los abusos y humillaciones de que fue víctima por hacendados déspotas y explotadores. Durante ocho años sembró el terror por pueblos y villorrios del arenal piurano. Con el puñal y con la bala hizo terrible su nombre y escribió los capítulos finales del bandolerismo piurano.
Su vida fue un contraste, bandolero y benefactor a un tiempo. Robaba la los ricos para entregar el producto de sus latrocinios a los pobres. Siempre ayudó a los pobres y veló porque se castigara a los transgresores de la ley y la justicia, en la forma que él lo entendía. Fue un verdadero “Caballero del Delito”, como Sambambé.
El amor de una mujer, Alina Ortiz, lo hizo morir acribillado a balazos el 25 de septiembre de 1936, en Garbanzal, comprensión del distrito de Olmos. Antes había dado muerte al raptor de su amada, el terrible Toro Mazote, con quien según se dice, algunos enemigos de Alama, habían pagado para que los exterminara y asumiera el comando de los secuaces del “taita”, como le decían los pobres a Alama.
Los guardias civiles Dámaso Guivin Salva y Buenaventura Torres Ramos, encargados de su captura, lo silenciaron para siempre en el combate librado en una majada en Garbanzal en el que perecieron él, su amada Alina y Toro Mazote.
Este epílogo romántico del “Señor del bandolerismo piurano” es desmentido por el tradicionalista Rómulo León Zaldívar quien asegura que Alama fue muerto por los guardias civiles en una chingana de Garbanzal y que Toro Mazote quedó vivo. Sostiene que él habló con el temible bandido en 1950.
Según se cuenta a la fecha tiene parientes en varias ciudades del Perú incluyendo aparte de Piura, Lambayeque donde hasta hace dos años vivía su pariente más cercano Andrés Huaman Oyola y hasta hace 12 años atrás aproximadamente Esmenia Alama, hoy se rinde un merecido homenaje en esta su casa situada en el pueblo joven de San Martín.
- Datos: Q6437297